# Epilithon
Epilithon, rod crvenih algi iz potporodice Melobesioideae, dio porodice Hapalidiaceae. Smatra sinonimom za Melobesia, ali još dvije njegove vrste su taksonomski priznate na temelju literature navedenih vrsta, a jedna od njih je fosilna.

## Vrste
1. †Epilithon saipanense (J.H.Johnson) J.P.Beckmann & R.Beckmann
2. Epilithon vallentinae Me.Lemoine